# 弗爾戈拉茨
弗爾戈拉茨（發音：[ʋř̩ɡorats]）是克羅地亞的城鎮，位於該國南部，距離馬卡爾斯卡36公里，由斯普利特-達爾馬提亞縣負責管轄，面積284平方公里，海拔高度317米，2011年人口6,501。

## 著名人物
- 詩人汀·烏耶維奇（英语：Tin Ujević）

## 外部連結
- Vrgorska krajina （页面存档备份，存于）

43°12′N 17°22′E / 43.200°N 17.367°E